# Lista monumentelor istorice din județul Brașov - O

Simbol pentru monumentele istorice

Lista monumentelor istorice din județul Brașov - O cuprinde monumentele istorice înscrise în Patrimoniul cultural național al României și aflate în localități ce încep cu litera O din județul Brașov.
Lista completă este menținută și actualizată periodic de către Ministerul Culturii, Cultelor și Patrimoniului Național din România, prin intermediul Institutului Național al Patrimoniului, ultima versiune datând din 2015. Această listă cuprinde și actualizările ulterioare, realizate prin ordin al ministrului culturii.
| Cod LMI                              | Denumire                                          | Localitate                  | Localizare                                                                                                  | Datare, Creatori                                       | Imagine               | Erori             |
| ------------------------------------ | ------------------------------------------------- | --------------------------- | --- | ------------------------------------------------------ | --------------------- | ----------------- |
| BV-I-s-A-11260 (RAN: 41569.01)       | Situl arheologic de la Ormeniș                    | sat Ormeniș; comuna Ormeniș | „Tipia Ormenișului” 46.01917°N 25.47056°E                                                                   |                                                        | Încarcă foto \| video | Raportează eroare |
| BV-I-m-A-11260.01 (RAN: 41569.01.01) | Așezare dacică fortificată                        | sat Ormeniș; comuna Ormeniș | „Tipia Ormenișului”, la cca. 7 km de sat, pe direcția N-NV, pe malul stâng al Oltului 46.01917°N 25.47056°E | sec. IV a. Chr.-I p. Chr., Latène, Cultura geto-dacică | Încarcă foto \| video | Raportează eroare |
| BV-I-m-A-11260.02 (RAN: 41569.01.03) | Sanctuare dacice                                  | sat Ormeniș; comuna Ormeniș | „Tipia Ormenișului”, la cca. 7 km de sat, pe direcția N-NV, pe malul stâng al Oltului 46.01917°N 25.47056°E | Latène                                                 | Încarcă foto \| video | Raportează eroare |
| BV-I-m-A-11260.03 (RAN: 41569.01.02) | Fortificație hallstattiană                        | sat Ormeniș; comuna Ormeniș | „Tipia Ormenișului”, la cca. 7 km de sat, pe direcția N-NV, pe malul stâng al Oltului 46.01917°N 25.47056°E | sec. XI - V a. Chr., Latène                            | Încarcă foto \| video | Raportează eroare |
| BV-II-m-B-11737 (RAN: 41881.01)      | Biserica „Adormirea Maicii Domnului”, din cimitir | sat Ohaba; comuna Șinca     | 18, în cimitir                                                                                              | 1769 - 1773                                            |                       | Raportează eroare |
| BV-II-m-B-11738 (RAN: 42263.01)      | Absida bisericii „Sf. Nicolae” din cimitir        | sat Olteț; comuna Viștea    | 21 | 1772                                                   | Încarcă foto \| video | Raportează eroare |